# Васа Пушибрк
Васа Пушибрк (Сомбор, 11. јануар 1838 — Нови Сад, 27. јун 1917) је био дугогодишњи професор и директор Српске православне велике гимназије у Новом Саду.

## Биографија
Основну школу завршио је у Сомбору, ниже разреде гимназије у Новом Саду, а више разреде у Пешти. Потом уписао студије филозофије (математика и физика) у Бечу, где је и дипломирао 1865. године. Исте године примљен је за професора Новосадске гимназије, где је предавао математику и физику, а повремено и земљопис и природопис, геометријско цртање, краснопис и стенографију. За привременог директора изабран је 1871. године, да би након четири мандата 1882. био изабран за сталног директора. На тој функцији остао је до пензионисања, 1910. године. По одласку у пензију изабран је за члана Патроната гимназије, и ту дужност обављао је све до смрти, 1917. године.
Покренуо је акцију сакупљања средстава за подизање нове зграде гимназије. Кључну донацију дао је барон Милош Бајић (100.000 форинти) чиме су потребна средства обезбеђена, и изградња нове зграде почела, која је довршена 1900. године, по пројекту Владимира Николића.
Члан Матице српске постао је 1869. године. Био је и члан Управног одбора и Књижевног одељења Матице. Функцију потпредседника Матице обављао је од 1884. до 1886. године. Писао је рецензије, сам или заједно са Аркадијем Варађанином, које су објављиване у Летопису Матице српске. Године 1871. основао је Учитељски одсек Уједињене омладине српске.
Супруга Софија била је почасна чланица Добротворне задруге Српкиња Новосаткиња.
Сахрањен је на Успенском гробљу у Новом Саду.
Улица у Новом Саду носи његово име.